# Palau del Lloctinent
El Palau del Lloctinent és un edifici situat a la plaça del Rei de Barcelona, catalogat com a bé cultural d'interès nacional. Fins al 1993 fou la seu de l'Arxiu de la Corona d'Aragó.

## Història
Les corts de Montsó de 1547, presidides per Carles V, obligaren la Generalitat a la construcció d'un annex o «Quarto Nou» del Palau Reial Major a l'espai de les antigues escrivanies per a ubicar-hi la residència dels lloctinents de Catalunya. Les obres començaren el 1549 i foren dirigides pel mestre de cases i fuster Antoni Carbonell. El nou edifici fou acabat el 1557, però els lloctinents no el trobaren prou digne per al seu càrrec i preferiren allotjar-se en altres indrets.
El 1718, les monges del convent de Santa Clara, malmès pel setge de 1713-1714 i arrasat durant la postguerra per a construir-hi la Ciutadella, van obtenir la cessió d'una part del Palau Reial Major. Durant la bullanga de 1835 es veieren obligades a abandonar-lo per ordre del capità general i es van refugiar en una casa del carrer de la Riera de Sant Joan. Hi van tornar el 1855, però no se'ls va reintegrar el palau dels virreis i el mirador del Rei Martí, ja que havia d'allotjar l'Arxiu de la Corona d'Aragó.

## Descripció
Fet amb pedra de Montjuïc, té unes façanes d'una gran sobrietat i de composició simètrica, on predomina el gòtic tardà propi de l'arquitectura catalana del segle xvi. Les portes són adovellades i sense motllures, i els balcons tenen la creu de Sant Jordi (escut de la Generalitat) a la llinda. El coronament té una cornisa amb dentelles sobre gàrgoles esculpides, i als angles hi ha torrelles en voladís.
L'interior s'organitza entorn d'un pati que presenta elements més pròpiament renaixentistes: a la planta baixa, quatre arcs escarsers  que arrenquen de pilars cantoners; a la planta noble, una galeria d'ordre toscà amb arcs de mig punt, coberta amb volta d'aresta fetes amb el sistema tradicional del maó de pla; i cloent-los a manera d'ampit i resseguint el terrat que els corona hi ha sengles balustrades. Al costat del pati, hi ha l'escala d'honor, coberta amb un sostre enteixinat de fusta tallada, que té una galeria circumdant de columnes tornejades i una volta esquifada. A la mateixa escala hi ha una porta amb relleus de Josep Maria Subirachs (1975).
El 1982 es va recuperar una loggia del segle xv amb dues columnes de capitell corinti, que havia estat cegada en la construcció de l'edifici renaixentista, i el 2006 es va situar al pati interior un pou amb la creu de Sant Jordi que va ser descobert en les obres de rehabilitació.
El palau té annexa una torre, anomenada «mirador del rei Martí» (1555), de planta rectangular i cinc pisos amb galeries d'arcs rebaixats.

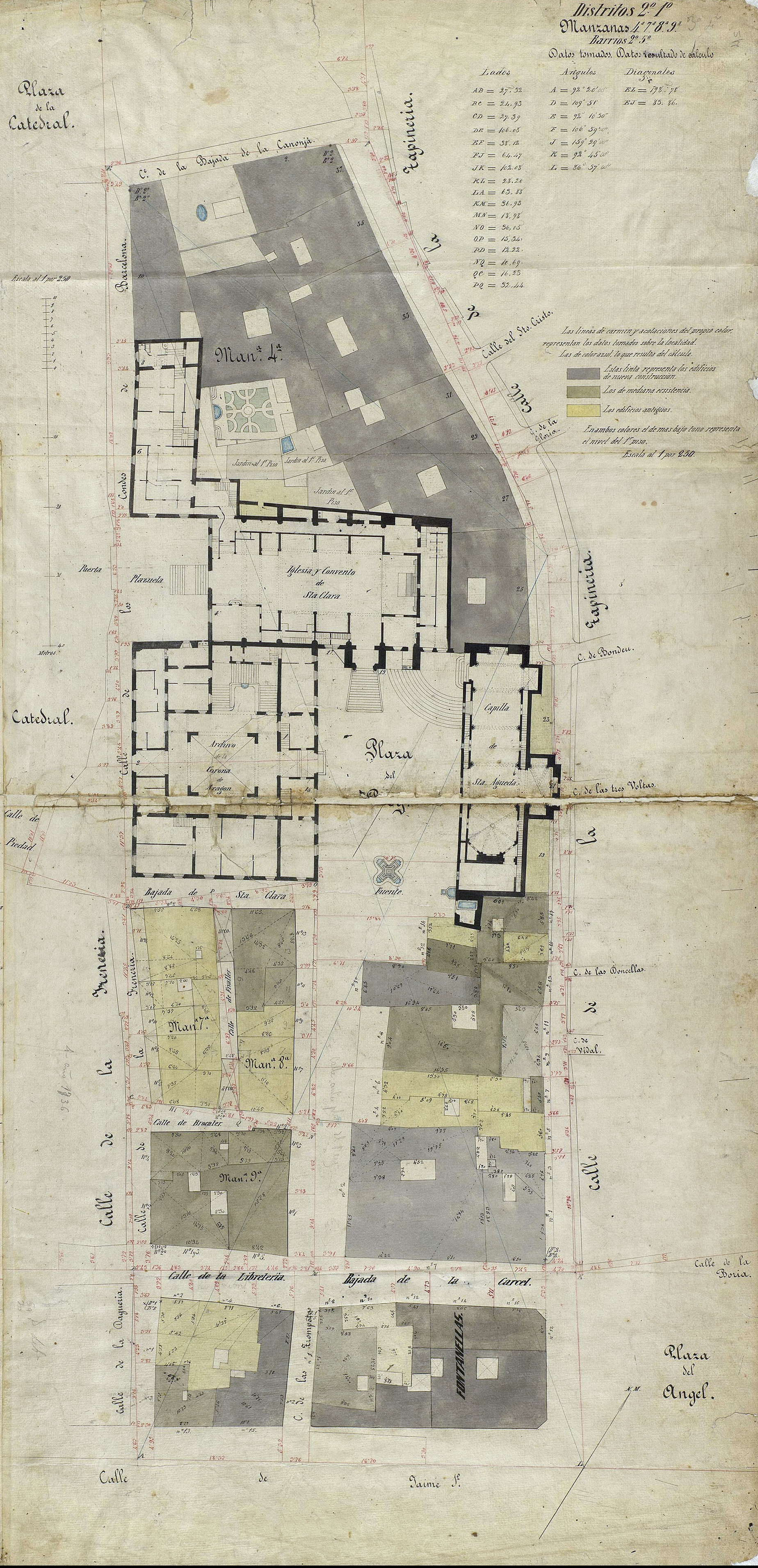
Quarteró núm. 45b de Garriga i Roca (c. 1860)

## Galeria

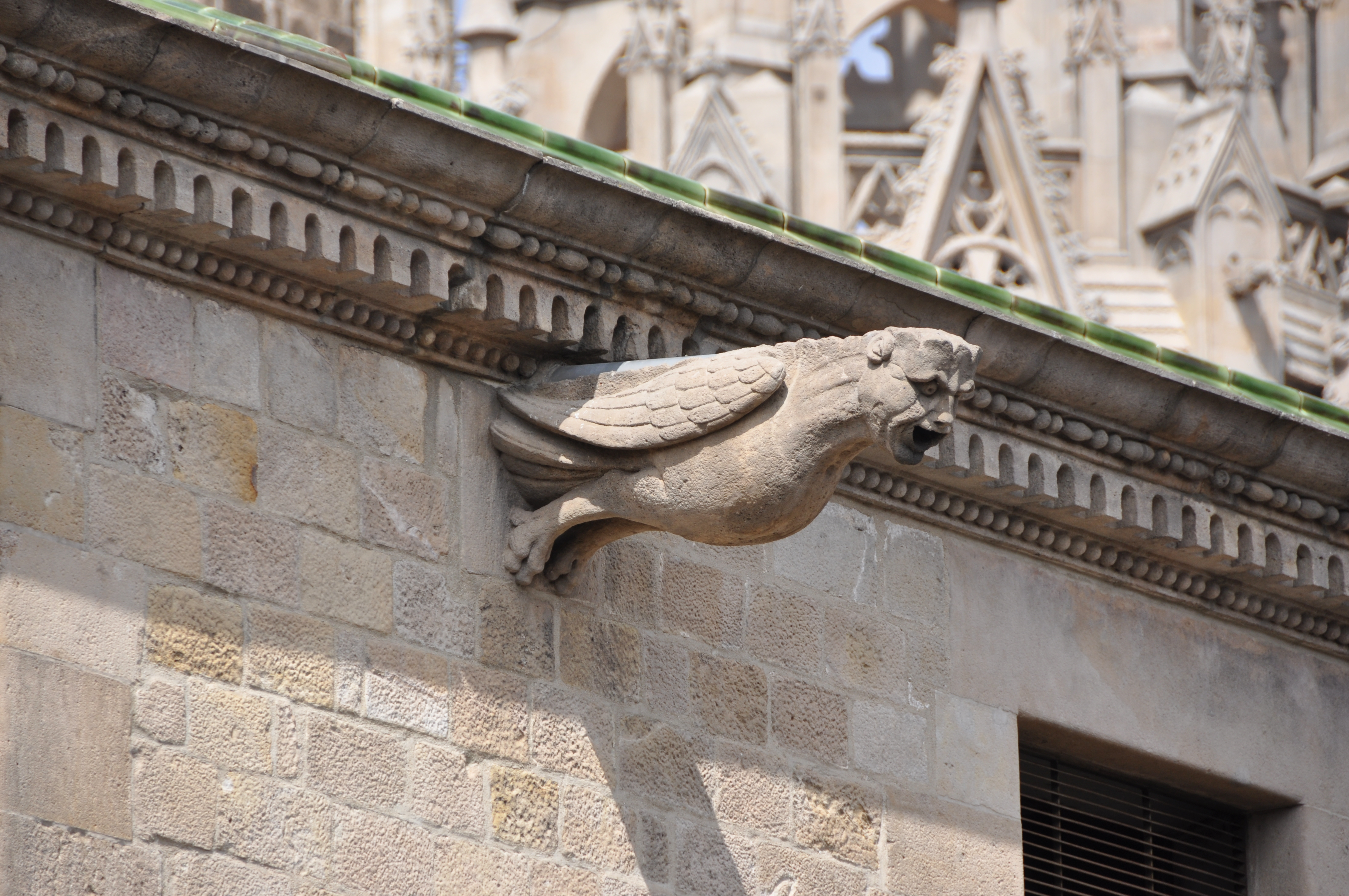
Gàrgola i cornisa dentellada
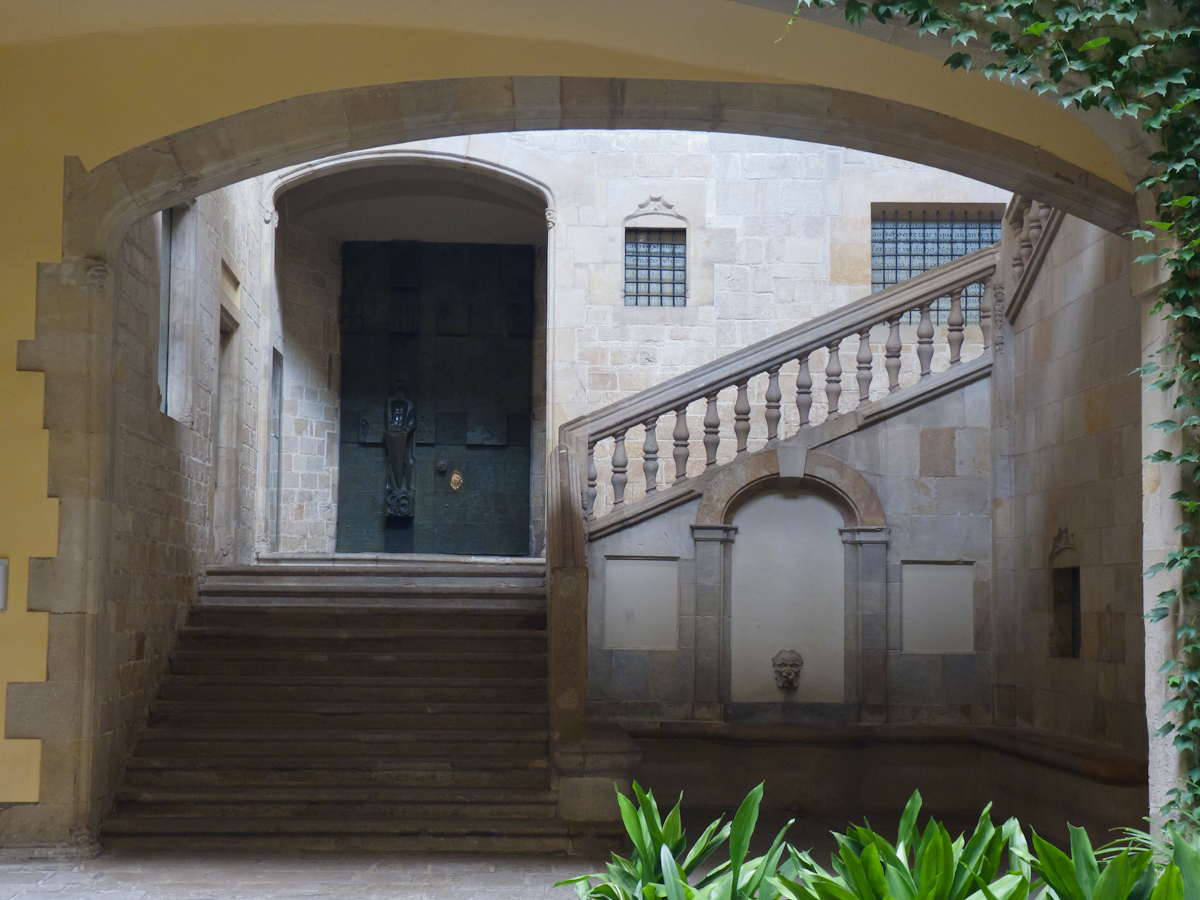
Escala amb la porta de Subirachs al fons
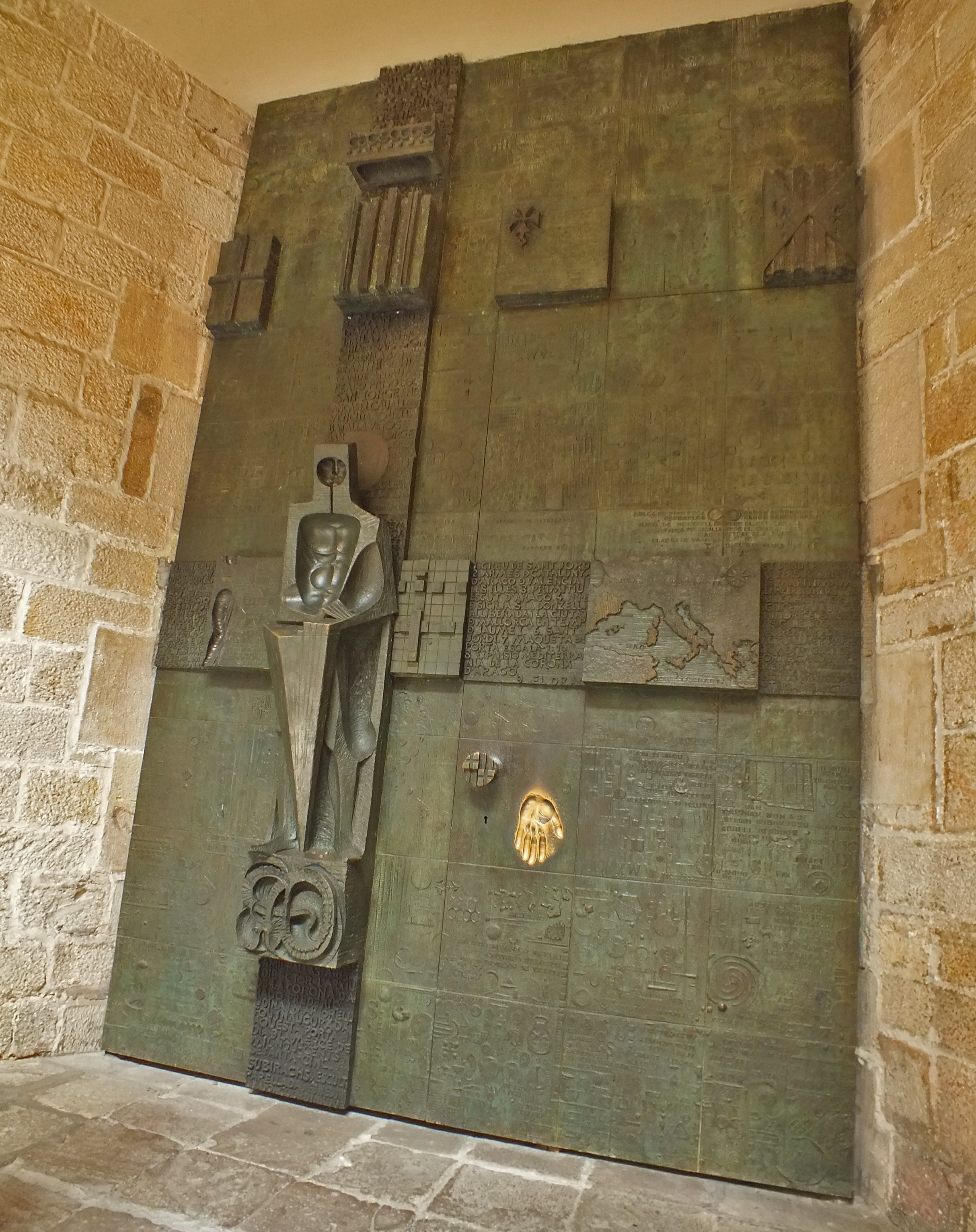
Porta de Subirachs
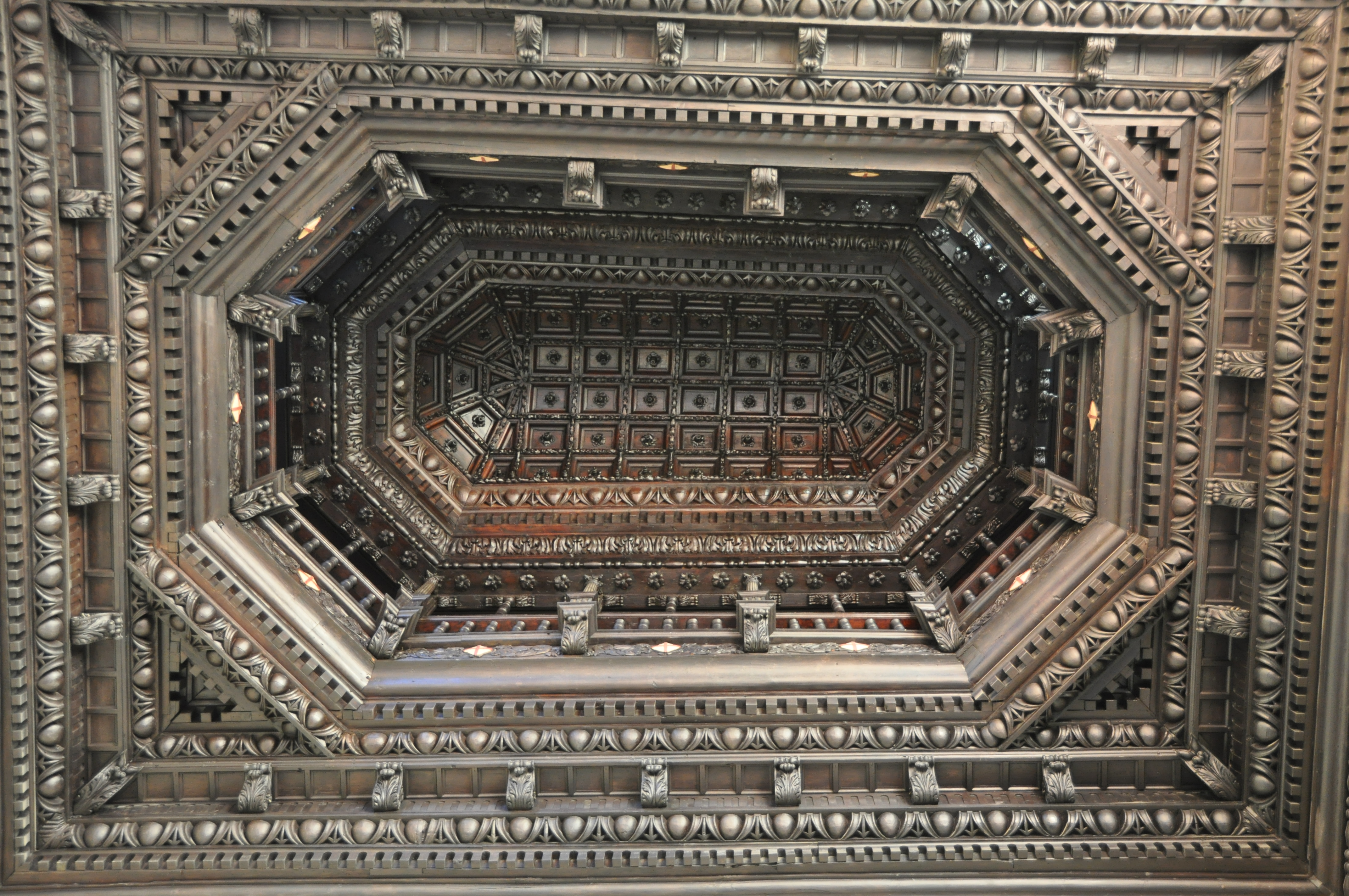
Sostre enteixinat